# Krzysztof Kłosiński (profesor)
Krzysztof Kłosiński (ur. 21 marca 1951 w Krakowie) – polski naukowiec, profesor zwyczajny, nauczyciel akademicki, historyk literatury XIX i XX wieku, teoretyk literatury, tłumacz oraz komentator dzieł Rolanda Barthes’a i Jacques’a Derridy, krytyk literacki; Przewodniczący Komitetu Nauk o Literaturze Polskiej Akademii Nauk, a także członek Centralnej Komisji do Spraw Stopni i Tytułów oraz Rady Programowej Polskiego Radia w Katowicach.

## Życiorys
Syn Juliusza Kłosińskiego i Zofii z domu Smolińskiej. W 1964–68 uczęszczał do II Liceum Ogólnokształcącego im. J. Sobieskiego w Krakowie, gdzie w 1968 zdał maturę. Następnie od 1968 studiował filologię polską na Uniwersytecie Jagiellońskim w Krakowie. Po uzyskaniu magisterium  w 1973 rozpoczął pracę jako asystent w Instytucie Literatury i Kultury Polskiej (od 1991 Instytut Nauk o Literaturze Polskiej, INoLP, od 2005 im. I. Opackiego) Uniwersytetu Śląskiego w Katowicach. W latach 1992–1996 był wicedyrektorem, a w latach 2008-2016 dyrektorem Instytutu Nauk o Literaturze Polskiej im. Ireneusza Opackiego (obecnie Instytutu Literaturoznawstwa). Od 2010 roku jest kierownikiem Zakładu Historii Literatury Poromantycznej.
Debiutował w 1975 na łamach Ruchu Literackiego artykułem pt. Problematyka czasu w powieści historycznej XIX wieku (nr 1), a na łamach „Pamiętnika Literackiego” recenzją książki M. Głowińskiego Gry powieściowe (z. 2). W 1982 obronił na Uniwersytecie Śląskim rozprawę doktorską pt. Proza Romana Jaworskiego na tle przemian 1910–1925 (promotor prof. Tadeusz Bujnicki). W 1991 habilitował się na podstawie dysertacji pt. Mimesis w chłopskich powieściach Orzeszkowej. Rozprawy i recenzje z zakresu historii i teorii literatury XIX i XX wieku zamieszczał m.in. w „Pamiętniku Literackim (1975–76; 1985–87, 1999), „Pracach Naukowych Uniwersytetu Śląskiego w Katowicach” (od 1978), Tekstach Drugich (1998–2007, 2011, 2015), „Śląsku (1996–2004, z przerwami). W 2002 otrzymał tytuł naukowy profesora.
W śląskim radiu Top prowadził w 1995 audycję poświęconą muzyce klasycznej, a w telewizji TVN w 2004–09 wraz z Kazimierą Szczuką cotygodniowy program pt. Wydanie II poprawione, poświęconą krytyce współczesnej literatury polskiej; za udział w tym programie otrzymał w 2007 nagrodę Pikowy Laur, przyznawaną podczas Targów Książki w Krakowie za najlepszą prezentację książek w mediach elektronicznych.
W latach 2005–13 wykładał w Instytucie Kultury i Komunikowania Szkoły Wyższej Psychologii Społecznej w Warszawie. W 2007 objął funkcję przewodniczącego Komitetu Nauk o Literaturze PAN. W 2015 został wyróżniony uniwersytecką Nagrodą „Pro Scientia et Arte” przyznaną za wybitne osiągnięcia naukowe i dydaktyczne. Odznaczony w 2002 roku Brązowym Krzyżem Zasługi.